# Benoît Ier de Jérusalem
Pour les articles homonymes, voir Benoît.
Benoît Ier (en grec Βενέδικτος Ιεροσολύμων, né en 1892 - mort en 1980) né Vassilios Papadopoulos fut patriarche orthodoxe de Jérusalem du 29 janvier 1957 au 11 décembre 1980.
Le site web de la Grande Loge de Grèce le donne comme franc-maçon, membre de la loge Fraternité.
Le 5 janvier 1964, il accueillit le pape Paul VI.